# Municipio de Geneseo (Dakota del Sur)
El municipio de Geneseo (en inglés: Geneseo Township) es un municipio ubicado en el condado de Roberts en el estado estadounidense de Dakota del Sur. En el año 2010 tenía una población de 271 habitantes y una densidad poblacional de 2,98 personas por km².

## Geografía
El municipio de Geneseo se encuentra ubicado en las coordenadas 45°21′45″N 96°41′18″O / 45.36250, -96.68833. Según la Oficina del Censo de los Estados Unidos, el municipio tiene una superficie total de 90.85 km², de la cual 87,26 km² corresponden a tierra firme y (3,95 %) 3,59 km² es agua.

## Demografía
Según el censo de 2010, había 271 personas residiendo en el municipio de Geneseo. La densidad de población era de 2,98 hab./km². De los 271 habitantes, el municipio de Geneseo estaba compuesto por el 98,89 % blancos, el 0,74 % eran amerindios y el 0,37 % eran de una mezcla de razas. Del total de la población el 0,37 % eran hispanos o latinos de cualquier raza.